# Epaminondas Gomes de Oliveira
Epaminondas Gomes de Oliveira (Pastos Bons (MA) - 16 de novembro de 1902 — Brasília (DF) - 20 de agosto de 1971) foi um artesão, camponês e professor, que era militante do Partido Comunista Brasileiro (PCB) e do Partido Revolucionário dos Trabalhadores (PRT) durante a ditadura militar brasileira. Após ser torturado, Epaminondas faleceu no Hospital da Guarnição do Exército em 1971.

## Biografia
Epaminondas foi prefeito da cidade em que nasceu, Pastos Bons, no leste do Maranhão. Além disso teve experiência como sapateiro e garimpeiro. No Maranhão, ele ainda atuou ao lado do padre Alípio Cristiano de Freitas, fundador da União dos Trabalhadores Agrícolas, integrante da AP e fundador do PRT.
O neto de Epaminondas conta que seu avô defendia, desde 1930 a alfabetização de adultos, além de lutar por liberdade e igualdade, e foi ai que teve sua experiência como professor, dando aula de reforço escolar para as pessoas.

## Prisão e morte
A versão divulgada na época da ditadura sobre o falecimento de Epaminondas era de morte decorrente de choque por conta de anemia e desnutrição. Foi a partir das investigações da Comissão Nacional da Verdade (CNV) que buscou por documentos de operações militares que foi descoberto o paradeiro de Epaminondas.
Dessa forma, foi possível encontrar registros sobre uma operação intitulada Operação Mesopotâmia. Epaminondas foi preso enquanto trabalhava em um garimpo paranaense no dia 7 de agosto de 1971 durante essa operação que tinha como objetivo prender lideranças políticas da oposição, na região do Bico do Papagaio - divisa tríplice entre Pará, Tocantins (naquela época Goiás) e o Maranhão.
Nessa mesma documentação que mencionava a operação, havia a Informação número 834, datada em 5 de setembro de 1971, do Serviço Nacional de Informações (SNI):
2. (…) em virtude de seu caso ser considerado grave, encaminhado posteriormente ao Hospital Distrital de Brasília, de onde veio a falecer no dia 20 Ago 71, conforme consta da “Declaração de Óbito” (uremia-insuficiência renal).
3. O elemento em pauta encontra-se sepultado na Quadra 504, lote 125, do Cemitério da Asa Sul de Brasília.
4. Conforme dados obtidos do Serviço Funerário de Brasília “nenhuma sepultura poderá ser reaberta e nenhuma exumação poderá ser feita antes de decorridos os prazos de cinco anos para adultos e três anos para infantes.” (Decreto nº 263, de 02 Dez 63)
O documento citava o Cemitério da Asa Sul de Brasília, suposto local de sepultamento de Epaminondas, que atualmente é chamado de Campo da Esperança. A CNV foi presencialmente ao local para confirmar se a informação era verdadeira. Porém, o local indicado era uma área antiga com lápides sem identificação ou numeração visível.
Com isso, solicitaram à administração do Cemitério Campo da Esperança em Brasília os registros dos sepultamentos do ano de 1971 e, em um verso de página, foi encontrado um carimbo que atestava que Epaminondas Gomes de Oliveira tinha sido sepultado em um jazigo próximo ao indicado no documento oficial do SNI. Após análise do Documento do Arquivo Nacional e dos livros de registro do cemitério, descobriu-se o número correto da sepultura.
Investigação
O documento da SNI da Informação número 834 também trouxe outras informações importantes para desvendar o que realmente aconteceu com Epaminondas.

Por exemplo, a sua suposta causa de morte, de acordo o atestado de óbito, seria “uremia-insuficiência renal”. A Comissão Nacional da Verdade apurou, a partir de testemunhos de outros presos na mesma unidade – o Pelotão de investigações Criminais do Exército (PIC), em Brasília –, a prática recorrente de tortura. Desde sua prisão no Pará, Epaminondas sofreu diversas torturas, até duas semanas antes de sua morte. Após exumação do corpo no cemitério, haviam suspeitas acerca de possíveis traços de violência no cadáver. Tal fato foi reforçado no documento do SNI que, decretou na informação nº 263, de 2 de dezembro de 1963:
“Nenhuma sepultura poderá ser reaberta e nenhuma exumação poderá ser feita antes de decorridos os prazos de cinco anos para adultos e três para infantes”.
No dia 16 de setembro de 1971, a filha de Epaminondas, Beatriz de Oliveira, fez um pedido formal ao então presidente, general Emílio Garrastazu Médici, solicitando a remoção do corpo de seu pai para sua cidade natal, em Porto Franco (MA). Entretanto, seu pedido não foi atendido.

O neto de Epaminondas, lembra do dia em que seu avô foi levado: 
“Eu tinha 9 anos de idade quando o meu avô foi levado em um caminhão, logo em seguida a gente teve a notícia de que ele foi preso. Eu vi meu pai chorando, minha mãe chorando, e eu não entendia aquela agonia. Pouco depois veio a notícia que meu avô morreu, e logo veio a ordem para a gente ficar calado”
“Eles não foram lá prender, eles foram para matar, para implantar o medo, o terror. Chamavam o meu avô de terrorista, mas, na verdade, terroristas foram aqueles homens que por lá passaram, que maltrataram mulheres, torturaram, mataram e não tiveram a ombridade sequer de devolver os restos mortais" 
Foi seu neto quem dedicou 30 anos de sua vida catalogando e buscando documentos de trajetória do seu avô com o intuito de comprovar a morte por tortura. Mais tarde, seu trabalho ajudou a CNV a apresentar em 2014, na cidade natal de Epaminondas, os resultados da investigação de sua morte aos 68 anos no dia 20 de agosto de 1971.

Durante a apresentação dos resultados, o médico legista Aluísio Trindade afirmou:
"Não foi possível obter DNA do material. Nós fizemos uma série de análises. A primeira coisa, sobre estabelecimento do sexo, da idade, da altura, da ancestralidade, confronto com história do material odontológico, bem como comparação com o crânio que foi exumado com registros no Serviço Nacional de Informações"
Além disso, o gerente de projetos da CNV, Daniel Josef Lerner, comentou sobre a prisão de Epaminondas: 
"A prisão do Seu Epaminondas Gomes de Oliveiras, ela não foi casual e não teve isolada. Ela correspondeu a um planejamento minuncioso dessa operação e a gente encontrou a comprovação que ele perseguido pela operação"
Foi apenas depois de 43 anos que a família de Epaminondas pôde sepultar os restos mortais de seu parente.